# N282 (België)
De N282 is een gewestweg in België tussen Gooik (N285) en Anderlecht (N6). De weg heeft een lengte van ongeveer 14 kilometer.
In Anderlecht bestaat de weg tussen de B201 en de N220 uit 2x2 rijstroken. Op de overige gedeeltes van de weg is het twee rijstroken voor beide rijrichtingen samen, waarbij het stuk in Anderlecht tussen de N220 en de N6 gescheiden rijbanen zijn.